# Triplaris gardneriana
Triplaris gardneriana är en slideväxtart som beskrevs av Hugh Algernon Weddell. Triplaris gardneriana ingår i släktet Triplaris och familjen slideväxter. Inga underarter finns listade i Catalogue of Life.